# Ultrafiltrering
Ultrafiltrering är en kolloidkemisk separationsmetod som innebär att man skiljer kolloidala partiklar från varandra eller från dispergeringsmedlet med filtrering genom speciella, mycket finporiga membran. Beroende på porernas kaliber kan kolloidala partiklar över en viss storlek hållas kvar i membranet, medan mindre kolloidalpartiklar, dispergeringsmedlet och däri lösta ämnen passerar obehindrat.
Ultrafilter är mindre genomsläppliga än mikrofilter, men mer genomsläppliga än nanofilter och omvänd osmos. Ultrafilter avskiljer bl.a. bakterier, små kolloider och virus, och har en porstorlek på ungefär 0,01 - 0,1 µm. Membranens genomsläpplighet kan anges som Molecular Weight Cutoff (MWCO) i enheten Dalton (Da). För ultrafilter är MWCO ungefär 1000 Da - 500 000 Da.

## Principer
Grundprincipen för ultrafiltrering är en tryckinducerad separation av lösta ämnen från lösningsmedel genom ett semipermeabelt membran. Förhållandet mellan det pålagda trycket på lösningen som skall separeras och flödet genom membranet beskrivs ofta av Darcy-ekvationen:
{\displaystyle J={TMP \over \mu R_{t}}}
där J är flödet (flödeshastighet per membranarea), TMP är transmembrantrycket (tryckskillnad mellan tillförsel- och permeatströmmen), μ är lösningens
medelviskositet, och R t är det totala motståndet (summan av membran- och nedsmutsningsmotstånd).

## Användning
Industrier som kemisk och farmaceutisk tillverkning, behandling av mat och dryck samt rening av avloppsvatten använder ultrafiltrering för att återvinna flöden och/eller höja värdet på senare produkter. Även bloddialys utnyttjar ultrafiltrering.

### Dricksvatten

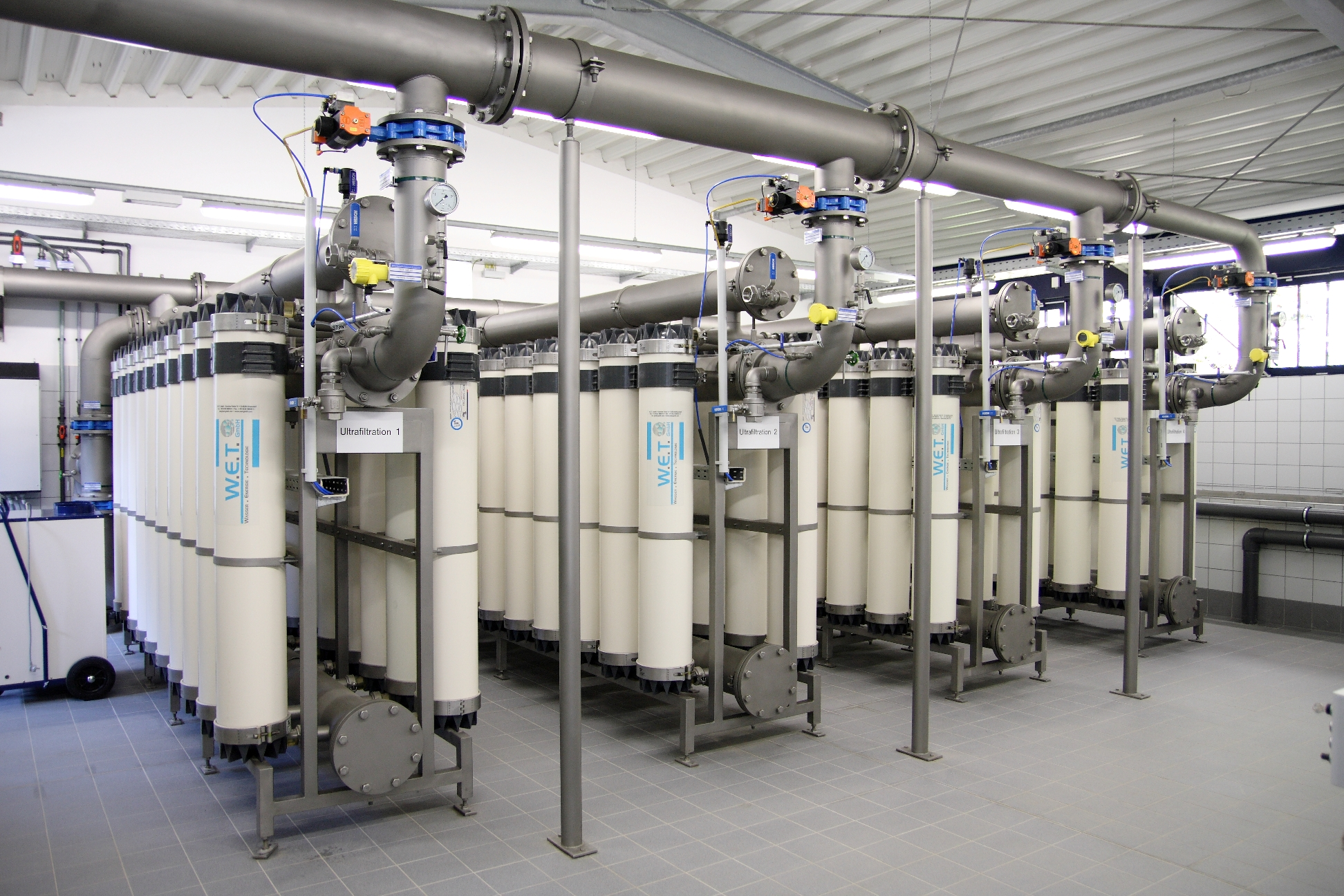
Dricksvatten 300 m³/h med ultrafiltrering i Grundmühle vattenverk (Tyskland).

Ultrafiltrering kan användas för att avlägsna partiklar och makromolekyler från råvatten för att producera drickbart vatten. Metoden har använts både för att ersätta sekundär (koagulering, flockning, sedimentering) och tertiär filtrering (sandfiltrering och klorering) i vattenreningsverk, och som fristående system i isolerade områden med växande befolkning. Vid behandling av vatten med höggradigt suspenderade ämnen är ultrafiltrering ofta integrerad i processen som då utnyttjar primär (screening, flotation, filtrering) och någon sekundär behandling som förbehandlingssteg. Ultrafiltrering används främst av följande skäl:
- Inga kemikalier krävs (förutom för regelbunden tvätt av membranen)
- Konstant produktkvalitet oavsett inflödets kvalitet
- Kompakt apparatstorlek
- Kapabel att överskrida reglerande normer för vattenkvalitet och uppnå 90-100 % borttagning av patogener

### Proteinkoncentration
Ultrafiltrering används i mejeriindustrin och särskilt vid bearbetning av ostvassle för att erhålla vassleproteinkoncentrat (WPC) och laktosrikt permeat. I ett enda steg kan ultrafiltrering koncentrera vasslen 10-30 gånger. 
Tidigare alternativ till membranfiltrering av vassle var användning av ånguppvärmning följd av trumtorkning eller spraytorkning. Produkten från dessa metoder hade begränsade tillämpningar på grund av sin granulerade konsistens och olöslighet. Befintliga metoder medförde också inkonsekvent produktsammansättning, hade höga kapital- och driftkostnader och medförde på grund av den höga värmen som används vid torkning, ofta till denaturering av en del av proteinerna.

### Andra tillämpningar
- Filtrering av avloppsvatten vid pappersmassatillverkning
- Rening av avloppsvatten, exempelvis i processen som kallas Membranbioreaktor (MBR)
- Osttillverkning
- Borttagning av patogener från mjölk
- Återvinning av enzym
- Koncentration och klarning av fruktjuice
- Dialys och annan blodbehandling
- Avsaltning och lösningsmedelsbyte för proteiner (via diafiltrering)
- Laboratoriekvalitetstillverkning